# Lago Øyeren
El lago Øyeren (en noruego: Øyeren; en nórdico antiguo, Øyir) es un lago de agua dulce de Noruega, con 84,74 km², el noveno más extenso del país. El lago está situado a 101 m s. n. m. y tiene una profundidad máxima de 71 m. Administrativamente, el lago se encuentra en los municipios de Enebakk, Skedsmo, Fet, Rælingen, Spydeberg y Trøgstad, en las condados de Akershus y Østfold.
El lago Øyeren se encuentra localizado en la parte baja de la cuenca del río Glomma, al sureste de la ciudad de Lillestrøm, siendo de hecho el lago parte del curso principal del Glomma. La parte más septentrional del lago ("nordre"), donde desembocan el Glomma y los ríos Leira y Nitelva (37 km), forma uno de los mayores deltas interiores de la Europa septentrional y está protegida desde 1975 como Preserva natural Nordre Øyeren, y desde 1992 como Reserva Natural Sørumsneset. También ha sido designada como sitio Ramsar. El delta se ha formado por la gran cantidad de sedimentos que lleva el Glomma, y se extraen comercialmente para la fabricación de bloques de arlita, muy usados en la construcción noruega.
En el lago hay constancia de 24 especies diferentes de peces, poblándolo la mayoría de especies que viven en los ríos noruegos. Antes de la construcción de represas en el Glomma también había anguilas y salmones, que ya han desaparecido.
El nombre del lago en nórdico antiguo, Øyir, deriva de la raíz øy, «isla; tierra plana y fértil a lo largo de una ribera».